# Paramount Têxteis
A Paramount Têxteis é uma empresa brasileira fabricante de tecidos e fibras têxteis, com sede em São Paulo, e unidades fabris no país, sendo elas nas cidades de Bagé e Sapucaia do Sul, no Rio Grande do Sul, e Santa Isabel, em São Paulo.
É o maior grupo têxtil do Brasil e um dos maiores da América Latina.
Atualmente Fuad Mattar, filho do fundador Nassib José Mattar, comanda o grupo. Grande parte da produção têxtil do grupo é exportado para Estados Unidos, Canadá, União Europeia, Japão e alguns países da América Latina.

## História[4]
Foi fundada em 1893 pelo imigrante libanês Nassib José Mattar sob o nome Mattar, Azem & Cia.. No início, comercializava tecidos. Somente em 1936, com a mudança de nome para Mattar & Sayon (em 1917), que a sociedade passa a expandir as atividades para o setor industrial.
Em 1942, a sociedade muda o nome social para Indústria de Tecidos Paramount S.A, onde se destaca na tecelagem de seda e de casimiras de pura lã.
Em 1953, inicia as atividades de tecelagem em um galpão próximo à Via Anchieta e em 1956 muda a razão social novamente para Indústrias Paramount S.A.. Adquire a Fiação Cianflone, de Santa Isabel, mudando o nome para Fiação de Lã Nastar. Em 1966, adquire a Fábrica de Casimiras Adamastor, de Guarulhos.
Na década de 1970, inicia as exportações e incorpora a La Nastar (1971) e a Adamastor (1972) ao grupo. Em 1977, adquire a Lansul, de Sapucaia do Sul (fundada em 1946). Com as incorporações, a empresa novamente muda o nome para Paramount Lansul S.A.
Na década de 80, inaugura uma nova unidade fabril de penteagem de lã em Bagé, no Rio Grande do Sul. Com isso, a produção da unidade de Santa Isabel é transferida e a unidade, desativada. Em 1988, inaugura nova sede administrativa e comercial em São Paulo. Em 1983, assumiu as operações de representação e produção da marca francesa Lacoste, que tinha chegado no país em 1978. A parceria de produção ainda continua, mas a de representação da marca durou até 2009, quando a marca francesa passou as operações de representação à parceira Devanlay.
Em 1990, amplia as atividades da unidade de Sapucaia do Sul, e em 1991, finaliza a implantação de uma fábrica adicional na mesma cidade.
Em 1995, a Paramount adquire a Karibê Industria e Comércio Ltda., de Santa Isabel, uma das maiores fornecedoras de fibra longa do mercado nacional na época. A Santista Têxteis (divisão do grupo Bunge) adquiriu a fábrica em 1988 e transferiu a produção do Belenzinho para essa fábrica em novembro de 1992, antes de encerrar as atividades da unidade de SP. Com a aquisição, em 1999, modernizou toda a planta fabril.
Em 2002 houve a incorporação das empresas controladas Paramount Indústrias Têxteis Ltda. com a Paramount Comércio Exterior S.A.(constituída em 1984), APL Administração e Participações Ltda.(constituída em 1988).
Em 31 de dezembro de 2004, houve uma reorganização societária que resultou na incorporação da Paramount Lansul S.A. pela sua controladora integral, a Karibê Indústria e Comércio Ltda., e teve sua denominação social alterada para Paramount Têxteis Indústria e Comércio S.A.